# JS Uraga
Le JS Uraga (pennant number : MST-463) est le navire de tête de la classe Uraga de dragueurs de mines de la Force maritime d'autodéfense japonaise (JMSDF) 

## Construction et carrière
Le JS Uraga a été mis en chantier le 19 mai 1995 au chantier naval Hitachi Zosen Corporation à Maizuru et lancé le 22 mai 1996. Il a été mis en service le 19 mai 1997. Il a été transféré à la Force du district de Yokosuka.
Le 7 novembre 1999, il a effectué une formation au transport pour des ressortissants japonais à l’étranger autour de Yokosuka et de la baie de Sagami. Les JS Shirane, JS Murasame, JS Amagiri, JS Towada et la Force terrestre d'autodéfense japonaise ont également participé à cet entraînement. Une équipe d’orientation formée par la 1ère brigade aéroportée y a participé,.
Le 13 mars 2000, la force de dragage de mines a été réorganisée et il y a été incorporé en tant que navire sous contrôle direct.
Le 25 novembre 2001, il est parti pour la mer d'Oman pour des activités de coopération et d’appui contre le terrorisme. Le 12 décembre, il entre dans le port de Karachi, au Pakistan, avec l'escorteur JS Sawagiri, et débarque 1025 tentes, 18600 couvertures, 7925 feuilles de vinyle, 19980 matelas et 19600 conteneurs d’eau pour le Haut Commissariat des Nations unies pour les réfugiés. Il quitta le port de Karachi le 13 décembre pour le Japon et revint le 31 décembre.
Du 21 avril au 7 mai 2004, il participe au deuxième entraînement au dragage de mines dans le Pacifique occidental, qui est mené dans les eaux autour de Singapour avec les dragueurs de mines JS Hachijō et JS Ukushima.
Le 4 août 2005, il a été dépêché pour secourir le bateau de sauvetage en haute mer russe AS28, qui n’a pas pu faire surface au large des côtes de Petropavlovsk-Kamtchatski. L'Uraga a servi aux côtés des navires de sauvetage de sous-marins JS Chiyoda, JS Yugeshima et JS Uwajima. Il revient le 7 du même mois après que le sauvetage ait été réussi par un sous-marin sans pilote britannique, transporté par avion. Il est le premier navire de la force maritime d’autodéfense à mener une mission de sauvetage internationale. Le 25 novembre de la même année, à la demande du Haut-Commissariat des Nations Unies pour les réfugiés, il a été envoyé à Karachi, au Pakistan, avec le navire d’escorte JS Sawagiri pour amener des fournitures telles que des tentes et des couvertures pour les réfugiés en Afghanistan. Après avoir transporté ces secours, il quitta le Sawagiri et retourna au Japon le 31 décembre.
Le 16 juillet 2007, il a effectué une intervention en cas de catastrophe lors du séisme de 2007 de Chūetsu-oki.
Le 11 mars 2011, il a été envoyé sur les lieux du grand tremblement de terre de l’est du Japon causé par le séisme de 2011 de la côte Pacifique du Tōhoku. Au moment du tremblement de terre, il subissait, comme chaque année, une inspection à l’usine Universal Shipbuilding Keihin. Comme ses moteurs étaient en cours de révision, il n’a pas été possible de l’envoyer immédiatement. Il a donc participé aux opérations de secours à partir du 18 avril, après l’achèvement de sa révision.
En septembre de la même année, avec le JS Tsushima, il fut le premier navire de la JMSDF à faire escale au port de Da Nang au Viêt Nam et à Port Blair dans les îles Andaman, dans l’océan Indien. Après cela, il fit escale le 14 octobre au Bahreïn, à Mina Salman, et participa à un entraînement multilatéral de dragage de mines, co-parrainé par les États-Unis et le Royaume-Uni, dans le golfe Persique au large de Bahreïn du 15 au 30 octobre suivant. Il retourna au Japon le 1er décembre.
Avec le dragueur de mines JS Hachijō, il a participé à l’entraînement international au dragage de mines, parrainé par les États-Unis, qui s’est tenu dans le golfe Persique du 16 au 27 septembre 2012.
Du 4 au 26 avril 2016, avec le dragueur de mines JS Takashima, il a participé à la 4e formation internationale de dragueurs de mines organisée par les États-Unis dans les eaux de la péninsule arabique.
Le 1er juillet 2016, en raison de la réorganisation de la Force de guerre des mines, les navires sous le contrôle direct du groupe ont été incorporés dans la 1ère Force de guerre des mines.
Du 18 au 30 juillet 2018, il effectue un entraînement à la guerre des mines et un entraînement spécial pour le dragage de mines conjoint Japon-États-Unis-Inde dans la baie de Mutsu.
Du 24 au 26 avril 2023, sous la direction du commandant de la première division de dragueurs de mines, le capitaine Nakai Eiichi, le JS Uraga et le JS Awaji (MSO-304) ont fait une visite de trois jours au Cambodge afin de mener des exercices avec la marine royale cambodgienne et de renforcer les liens d’amitié entre les deux pays. Dans la matinée du 24 avril, les deux navires japonais ont accosté au port autonome de Sihanoukville, accueillis par le chef d’état-major adjoint de la marine cambodgienne et plusieurs amiraux. Le JS Uraga était commandé par Matsunaga Akihito, et JS Awaji par Taguchi Takuma. L’année 2023 marquait le 70e anniversaire des relations diplomatiques entre le Cambodge et le Japon.